# Tignano-Roma
Tignano-Roma è una circoscrizione amministrativa territoriale del comune di Sasso Marconi, in Emilia-Romagna. La circoscrizione occupa la porzione occidentale del comune di Sasso Marconi, a ovest dello spartiacque fra le valli del Reno e del Lavino fino al fiume Lavino. È una zona prevalentemente agricola ed è scarsamente popolata. La popolazione si concentra principalmente nelle località di Tignano, Mongardino, Scopeto, Rasiglio e Roma.

## Amministrazione
La giunta di frazione si raduna (in mancanza di altre strutture) in una sala apposita del consiglio comunale a Capoluogo. Il presidente è Roberto Lolli.
Altri membri della giunta di frazione sono:
- Luciano Lolli
- Enzo Ventura
- Rosanna Ventura
- Gianni Sapori
- Massimo Benni
- Maria Lucia Xerri